# Kfz. 13/14
A Kfz. 13 egy német páncélgépkocsi volt, amelyet a Daimler-Benz tervezett és gyártott 1932 és 1934 között, a Wehrmacht pedig felderítőjárműként használta a második világháború első éveiben.

## Fejlesztés
A Reichswehr 1932-ben egy könnyű kiképző-felderítő páncélautó kifejlesztésére és gyártására írt ki pályázatot. A megrendelést a Daimler-Benz AG nyerte el, amely az Adlerwerke autógyár népszerű összkerékmeghajtású (4×4) túraautóját látta el 8 milliméteres páncélzattal, hogy megfeleljen a hadsereg követelményeinek. A járművet egy 7,92 mm-es MG13, később MG34 típusú géppuskával fegyverezték fel. Mivel a jármű már egy létező, jól bevált típusra épült, a gyártását még ugyanebben az évben (1932) megkezdték. A Kfz. 13-as jelzéssel Maschinengewehr-Kraftwagen névvel illetett páncélautóból 1934-ig, a gyártás befejezéséig 147 darab épült a Daimler-Benz gyáraiban. Ekkor már kellő mennyiségű Pz.Kpfw. I típusú harckocsi állt rendelkezésre ahhoz, hogy felváltsák az ideiglenes megoldásnak szánt páncélozott Adler-autókat. A Kfz. 13-asok ezt követően kerültek a felderítő illetve a lovassági alakulatokhoz.
Az Adler-páncélautóknak létezett egy nagy hatótávolságú rádióval felszerelt összekötő változata is Kfz. 14-es jelzéssel és Funkkraftwagen néven, amelyből mindössze 40 példány készült.

## Harctéri alkalmazás

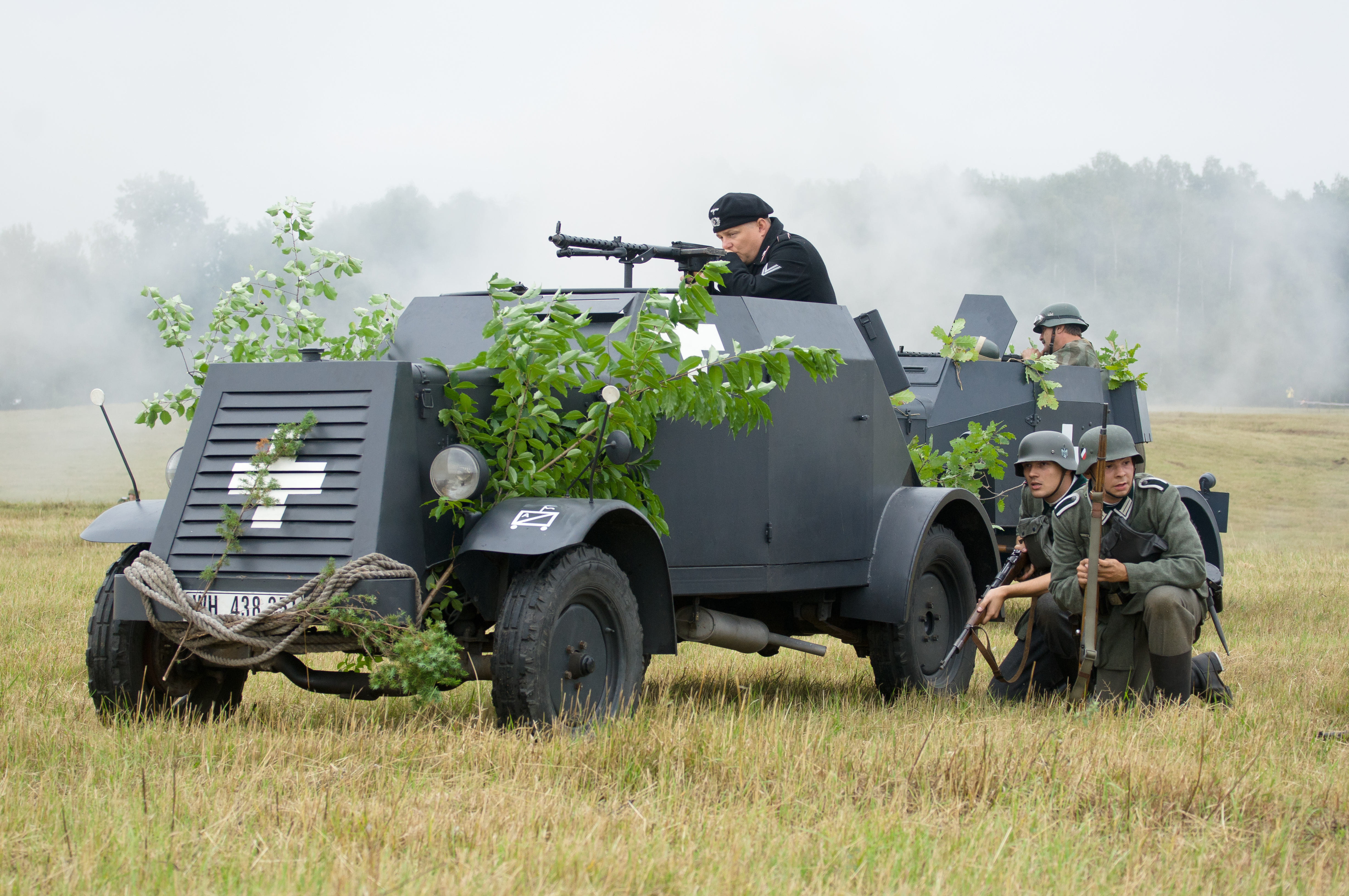
Panzerspähwagen Kfz. 13 a mławai csata V. újrajátszása alatt, 2012

Az Adler-páncélautók (Kfz. 13 és 14) a felderítő és a lovassági alakulatok kötelékében részt vettek az 1939-es lengyelországi, valamint az 1940-es nyugati hadműveletekben. A harctéren a jármű igen csak leszerepelt: mind fegyverzete, mind páncélzata, mind pedig a terepjáróképessége elégtelenek bizonyult. A páncélzat csupán a 200 méternél messzebbről leadott puskalövések ellen nyújtott megbízható védelmet. Ezen kívül a jármű felülről nyitott volt: bárki könnyedén kézigránátot hajíthatott a gépkocsi személyzetére. A katonák gúnyosan csak „Badewanne”-nak, azaz „fürdőkádnak” nevezték. A franciaországi hadjárat után a járművek többségét kivonták a frontszolgálatból, és helyüket a sokkal modernebb Sd.Kfz. 221, 222 és 223 jelzésű járművek vették át.
Minden hibája ellenére az Adler-páncélautók jól megfeleltek az eredetileg nekik szánt szerepnek: kiképző járműként nagyban hozzájárultak a páncélos fegyvernem (Panzerwaffe) fejlődéséhez, és az általa szerzett tapasztalatok nagyban segítették az olyan korszerű páncélgépkocsik kifejlesztését, mint a már említett Sd.Kfz. 220-as típuscsalád.

### Típusváltozatok
- Kfz.13 Maschinengewehr-Kraftwagen - géppuskás páncélgépkocsi
- Kfz.14 Funk-Kraftwagen - nagy hatótávolságú rádióval felszerelt összekötő-páncélgépkocsi